# GE Dash 8
Die Fahrzeugfamilie General Electric Dash 8 von General Electric umfasst verschiedene dieselelektrische Güterlokomotiven in Nordamerika. Die Dash 8 ersetzte in den 1980er Jahren die Dash 7 und wurde von der Dash 9 abgelöst. Alle Lokomotiven der Dash-8-Serie werden durch einen 7FDL-Motor angetrieben.

## Geschichte
Um 1980 experimentierte GE mit leistungsstarken Zwölfzylindermotoren und Computersteuerung. Durch den Bau einer Vorserie von C32-8-Lokomotiven für Conrail konnten Praxiserfahrungen gesammelt werden, die schließlich in der Entwicklung der Dash-8-Serie mündeten. Die Dash 8 erwarb sich den Ruf einer zuverlässigen Lokomotive, sodass General Electric erstmals mehr Loks als GM-EMD verkaufen konnte.

## Varianten

### Vierachsige Lokomotiven

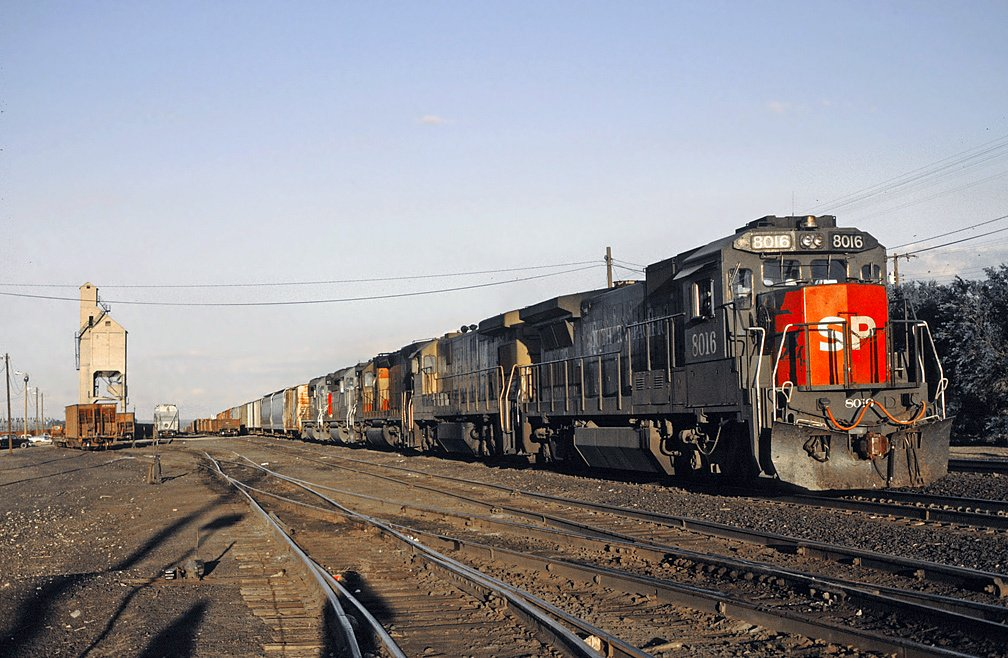
GE B39-8 der Southern Pacific

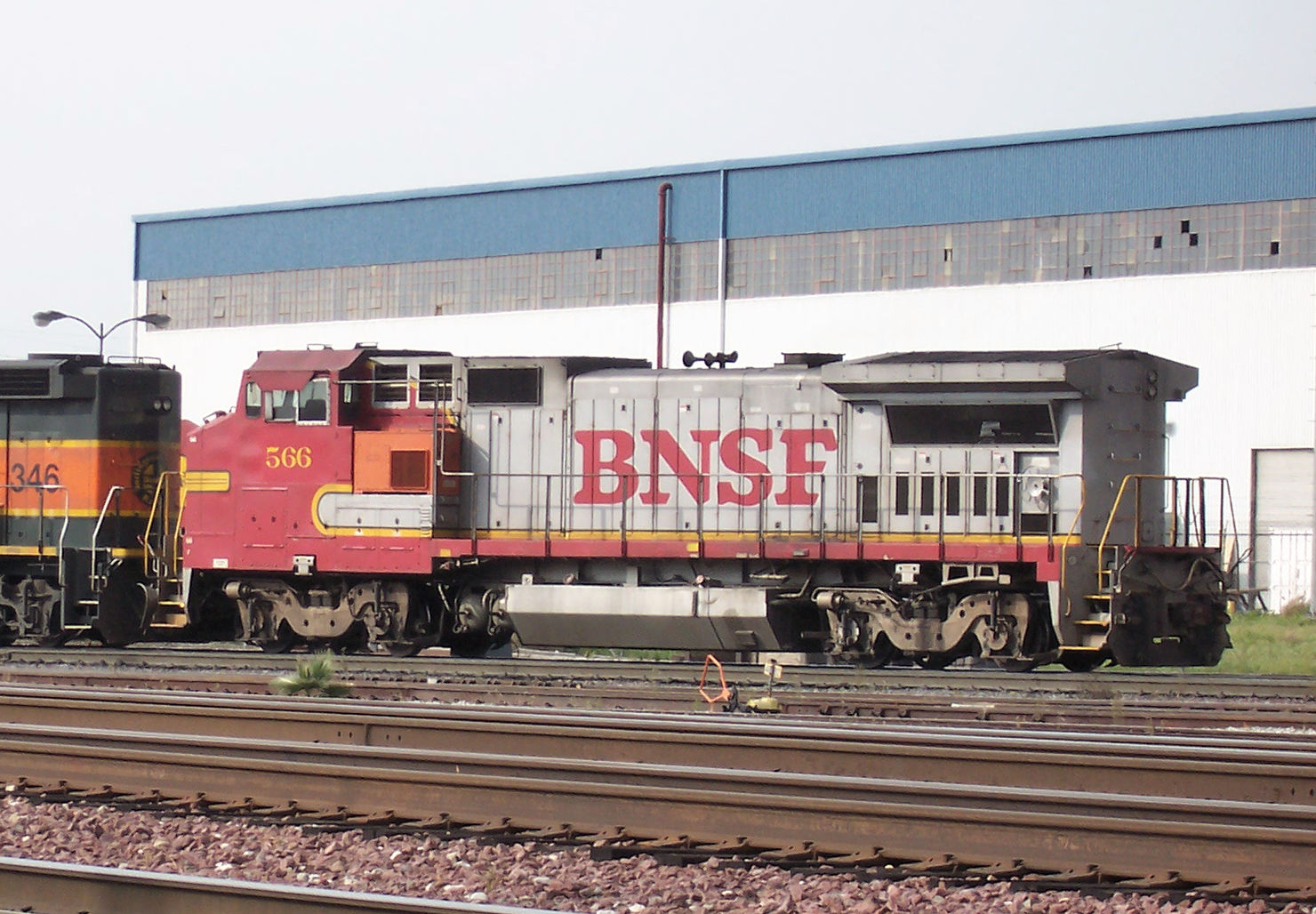
Dash 8-40BW der Super Fleet der ATSF/Santa Fe

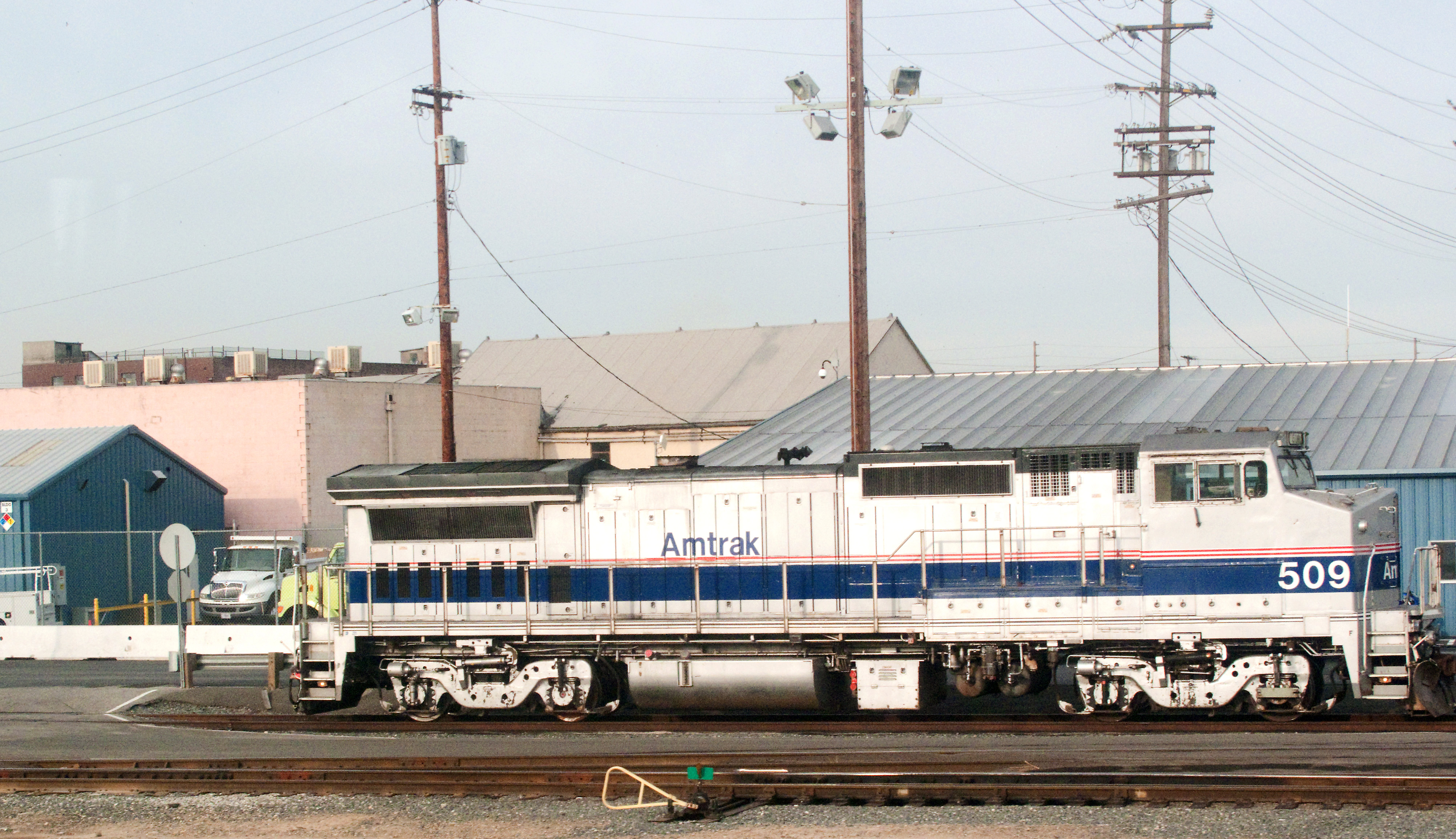
Amtrak #509, eine B32-8WH

#### Dash 8-32B (B32-8)
1983 wurde eine vierachsige Lokomotive des Typs B32-8 mit 2680 kW Leistung durch einen Sechzehnzylindermotor des Typs 7FDL-16 gebaut, die als Prototyp aller Dash-8-Maschinen gilt. Sie wurde Mitte der 1980er-Jahre zu einer B39-8 umgebaut.
49 Maschinen des 2350 kW leistenden Modells B32-8 mit Zwölfzylindermotor 7FDL-12 und Achsfolge Bo’Bo’ wurden zwischen 1984 und 1989 gebaut: 45 für die Norfolk Southern Railway (NS), drei für die Burlington Northern Railroad (BN) und eine Lokomotive für GE-interne Vorführ- und Testzwecke.

#### Dash 8-39B (B39-8)
Von 1984 bis 1988 wurden 145 Exemplare des Modells B39-8 gebaut, das ebenso wie der Prototyp mit dem Sechzehnzylindermotor 7FDL-16 ausgerüstet wurde, jedoch eine Stundenleistung von 2910 kW erreichte. 102 Fahrzeuge wurden an das Unternehmen Locomotive Management Services (LMSX) geliefert, das sie an die BN vermietete. Die Southern Pacific (SP) erwarb 40, die Atchison, Topeka and Santa Fe Railway (ATSF) drei Maschinen. Eine 146. B39-8 entstand durch Umbau des Prototypmodells B32-8.

#### Dash 8-40B (B40-8)
In den Jahren 1988 und 1989 stellte GE 151 Lokomotiven des Modells B40-8 her. Mit dem 7FDL-16-Motor erreichten diese eine Leistung von 2980 kW. 54 wurden an die St. Louis Southwestern Railway (SSW) geliefert, 40 an die ATSF, 30 an Conrail und 24 an die New York, Susquehanna and Western Railway. Je eine Maschine wurde für die Savannah River Site des DOE und GE selbst gebaut.

#### Dash 8-40BW (B40-8W)
Die ATSF hatte einen Bedarf für schnelle Lokomotiven für Containerzüge, die sogenannte Super Fleet. Für diesen Zweck lieferte GE eine angepasste vierachsige Version der Dash 8 mit einer Leistung von 2980 kW und einer Höchstgeschwindigkeit von 113 km/h. Wie die parallel beschafften SD60M von GM-EMD sind die B40-8W mit dem damals neuentwickelten Sicherheitsführerhaus („North American safety cab“) ausgerüstet. Das „W“ in der Modellbezeichnung weist auf dieses Wide cab hin. Die 83 in den Jahren 1990 und 1991 gebauten ATSF-Lokomotiven wurden im Warbonnet-Schema lackiert.

#### Dash 8-32BWH (B32-8WH)
Ebenfalls 1990 und 1991 fertigte GE 20 Lokomotiven des Modells B32-8WH für Amtrak. Die 2400 kW leistenden 7FDL-16-Motoren in diesen Fahrzeugen können im Gegensatz zu den übrigen Dash-8-Lokomotiven eine Zugsammelschiene mitversorgen. Im Gegensatz zu den übrigen, auf 109 bzw. 113 km/h eingestellten Dash-8-Modellen ist die Höchstgeschwindigkeit der Amtrak-Lokomotiven auf 166 km/h festgelegt.

### Sechsachsige Lokomotiven

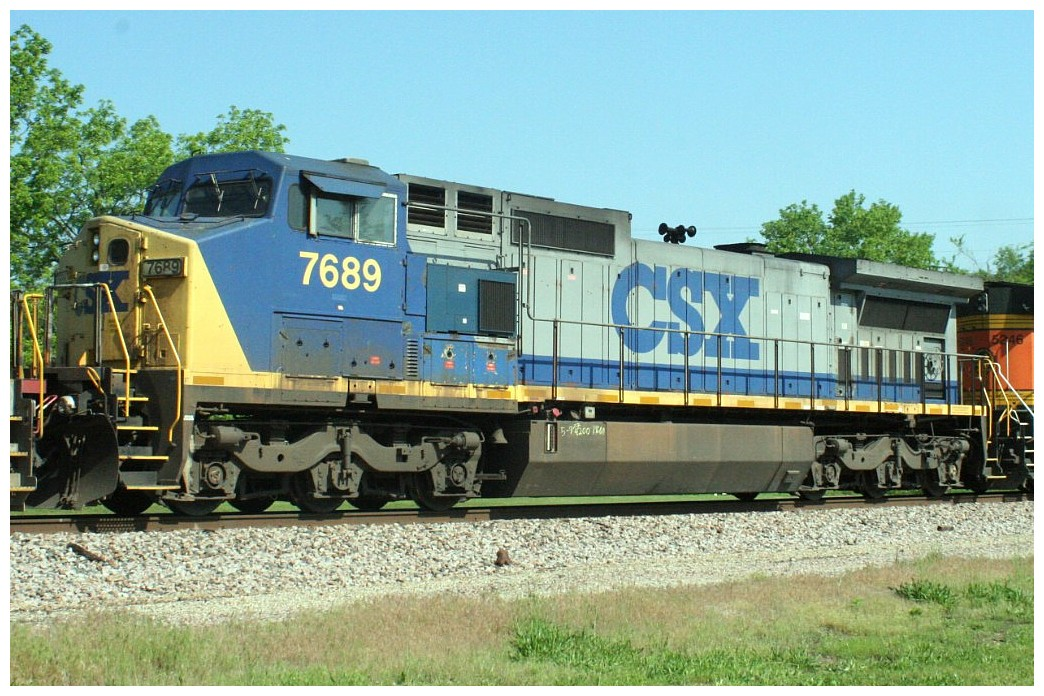
C40-8W oder Dash 8-40CW der CSX Transportation

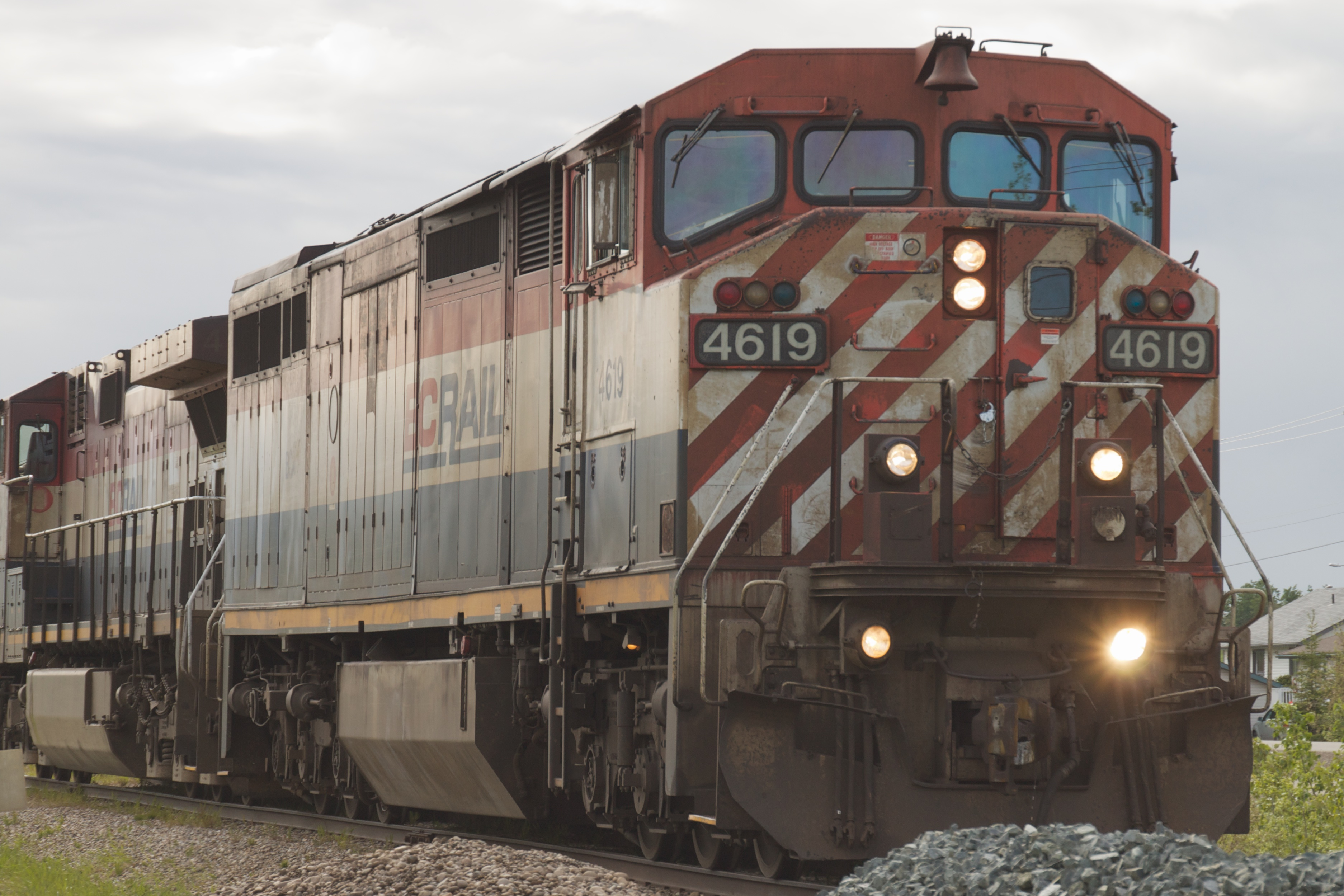
Die Dash 8-40CM erhielt ein spezielles Führerhaus für kanadische Bahnen

#### Dash 8-32C (C32-8)
Conrail erwarb 1984 zehn sechsachsige Lokomotiven des Typs C32-8 mit einer Leistung von 2390 kW.

#### Dash 8-39C (C39-8)
Von 1984 bis 1987 wurden 161 Exemplare des 2910 kW leistenden Modells C39-8 gebaut, 139 für die Norfolk Southern und 22 für Conrail.

#### Dash 8-40C(W) (C40-8)
Zwischen 1987 und 1994 baute GE 581 C40-8 und 756 C40-8W mit einer Leistung von 2980 kW. Das „W“ der Baureihenbezeichnung steht für Wide Cab, einem Synonym für das nordamerikanische Sicherheitsführerhaus. Diese Lokomotiven werden inzwischen vor allem von der Union Pacific (UP) eingesetzt.

#### Dash 8-40CM
Die Dash 8-40CM unterscheidet sich durch ein spezielles Führerhaus von den Dash 8-40C. Von 1990 bis 1994 fertigte GE 84 Lokomotiven für BC Rail und Canadian National.

#### Dash 8-41CW (C41-8W)
Die C41-8W-Lokomotiven entsprechen technisch weitgehend dem Modell C40-8W, doch wurde die Leistung der 7FDL-16-Motoren auf 3080 kW gesteigert. 1993 und 1994 wurden 129 für die UP und 25 für die ATSF gebaut.

#### Dash 8-44CW (C44-8W)
Ebenfalls 1993 und 1994 wurden 53 Exemplare des Modells C44-8W für CSX Transportation gebaut, das abgesehen vom Fahrzeugkasten und den Drehgestellen technisch bereits weitgehend dem Nachfolgemodell Dash 9 entspricht.